# Navarrete
Navarrete – gmina w Hiszpanii, w prowincji La Rioja, w La Rioja, o powierzchni 28,49 km². W 2011 roku gmina liczyła 2881 mieszkańców.
Najciekawszym zabytkiem w mieście jest barokowy kościół Santa María de la Asunción.